# Цецилија Француска
Цецилија Француска (1097.? – након 1145) била је ћерка француског краља Филипа I и Бертраде де Монфорт и жена Танкреда Галилејског и Понса од Триполија.
Цецилијин први брак уговорен је приликом Боемундове посете Француској ради склапања савеза против византијског цара Алексија. У Антиохију је стигла 1106. године и постала прва дама Тарсуса и Мамистре у Киликијској Јерменији. Цецилија се прво удала за Танкреда Галилејског (око 1106. године)м, регента Антиохије који 1111. године постаје и принц од Антиохије.
Године 1112. обећао Цецилију Понсу од Триполија након своје смрти. Исте године је и умро, па се Цецилија удала за Понса. 1133. године атабег Мосула, Зенги опседао је Понсов дворац Монтферанд. Понс је заробљен и убијен, а наследио га је Ремон II, син из брака са Цецилијом.

## Деца
- Ремон II од Триполија
- Filip
- Agneza[3]

## Породично стабло
|  |                         |  |  |  |  |  |  |  |  |  |  |  |  |  |  |  |
|  | 2. Филип I Француски    |  |  |  |  |  |  |  |  |  |  |  |  |  |  |  |
|  |                         |  |  |  |  |  |  |  |  |  |  |  |  |  |  |  |
|  |                         |  |  |  |  |  |  |  |  |  |  |  |  |  |  |  |
|  | 1. Цецилија Француска   |  |  |  |  |  |  |  |  |  |  |  |  |  |  |  |
|  |                         |  |  |  |  |  |  |  |  |  |  |  |  |  |  |  |
|  |                         |  |  |  |  |  |  |  |  |  |  |  |  |  |  |  |
|  | 3. Бертрада од Монфорта |  |  |  |  |  |  |  |  |  |  |  |  |  |  |  |
|  |                         |  |  |  |  |  |  |  |  |  |  |  |  |  |  |  |
|  |                         |  |  |  |  |  |  |  |  |  |  |  |  |  |  |  |